# Classics
Classics är det femte albumet av musikprojektet Era, utgivet 2009. Alla låtar utom en är nyversioner av klassiska stycken.

## Låtlista
1. "Caccini + Redemption + Ave Maria"  – 4:53
2. "Vivaldi + Sunset Drive + Spring / Four Seasons" – 3:40
3. "Verdi + Arising Force + Nabucco" – 3:44
4. "Verdi + The Chosen Path + La Forza del Destino" – 4:16
5. "Bach + Ritus Pacis + Concerto No 3" – 3:45
6. "Malher + Adagieto + 5th Symphony" – 5:23
7. "Haendel + Dark Wonders + Sarabande & Ombra Mai Fu" – 3:53
8. "Vivaldi + Winds of Hope + Winter / Four Seasons" – 4:04
9. "Levi + Sombre Day" – 3:51
10. "Barber + Adagio for Strings" – 2:48